# Kissenia
Kissenia ist eine Pflanzengattung innerhalb der Familie der Blumennesselgewächse (Loasaceae). Sie enthält nur zwei Arten, die im südwestlichen und nordöstlichen Afrika sowie auf der arabischen Halbinsel vorkommen.

## Beschreibung

### Vegetative Merkmale
Bei Kissenia-Arten handelt es sich um aufrecht wachsende, dicht verzweigte Sträucher. Es wird eine starke, fleischige Pfahlwurzel gebildet. Nesselhaare fehlen.
Die unteren Laubblätter sind gegenständig, die oberen wechselständig. Die Laubblätter sind in Blattstiel und Blattspreite gegliedert. Die einfachen Blattspreiten sind bei einer Länge von bis zu 40 Zentimetern eiförmig bis nierenförmig, am Rand leicht gelappt und gefurcht.

### Generative Merkmale
Die zahlreichen Blüten stehen in endständigen Blütenständen, die Dichasien oder thyrsenähnlich sind, mit ein bis drei Parakladien. Unter den aufrecht stehenden, Blüten stehen jeweils zwei kleine, einfache Vorblätter.
Die zwittrigen Blüten sind radiärsymmetrisch und fünfzählig mit doppelter Blütenhülle. Die fünf haltbaren Kelchblätter sind deutlich länger als die Kronblätter und vergrößern sich bis zur Fruchtreife deutlich und krönen die Frucht. Die fünf Kronblätter sind cremefarben. Die äußeren Staminodien sind verwachsen und bilden ein längliches, gelbliches Schuppenblatt (nectar scale).  Der Fruchtknoten ist annähernd unterständig, die Plazenta ist stark reduziert und bildet nur wenige Samenanlagen aus.
Die unregelmäßig eiförmigen Kapselfrüchte öffnen sich nicht und enthalten nur ein oder zwei Samen.
Die Chromosomenzahl beträgt 2n = 24.

## Vorkommen
Die beiden Arten gedeihen in Fels- und Sandwüsten. Eine davon kommt im nordöstlichen Afrika sowie auf der arabischen Halbinsel vor. Die andere Art kommt im südlichen Afrika vor.

## Systematik
Die Gattung Kissenia wurde 1842 durch Stephan Friedrich Ladislaus Endlicher in Gen. pl. suppl., Seite 76 aufgestellt. Ein Synonym für Kissenia Endl. ist Fissenia R.Br. ex Endl. orth. var. Der Gattungsname Kissenia ehrt einen M. Kissen, der in Arabien reiste und die Pflanze entdeckte.
Die Gattung Kissenia gehört zur Tribus Loaseae in der Unterfamilie Loasoideae innerhalb der Familie Loasaceae.
Zur Gattung Kissenia zählen nur zwei Arten:
- Kissenia capensis Endl.: Sie kommt in Namibia und Südafrika vor.[3]
- Kissenia arabica R.Br. ex Chiov.: Sie kommt in Äthiopien, Eritrea und Dschibuti sowie im Jemen vor.[3]